# イニョニュ・スタジアム
イニョニュ・スタジアム (トルコ語: İnönü Stadyumu) はトルコ・イスタンブールにあったスタジアムで、ドルマバフチェ宮殿に近い。キャパシティは32,145名収容。
スタジアムは1947年にドルマバフチェ・スタジアムとしてオープン。サッカー以外としてのイベントとしてはブライアン・アダムスやガンズ・アンド・ローゼズ、メタリカ、ボン・ジョヴィ、マイケル・ジャクソン、マドンナ、エルトン・ジョンらがコンサートを行った。また2010年には欧州各地を回るサーキットツアー「ソニスフィア・フェスティバル」が開催された。2013年に閉鎖され、2016年にボーダフォン・アリーナに建て替えた。